# Granada (Nicaragua)
Granada ist die drittgrößte Stadt des mittelamerikanischen Staates Nicaragua, sie liegt 47 km südlich der Landeshauptstadt Managua an der Westküste des Nicaraguasees, sie ist auch Sitz des gleichnamigen Departamentos. Die im kolonialistischen Stil erbaute Stadt wird auch La gran Sultana (die große Rosine, umgangssprachlich die fette Rosine) genannt. Die Stadt liegt am Fuße des 1344 m hohen Vulkans Mombacho.

## Geschichte
Die Stadt wurde am 8. Dezember 1524 vom spanischen Eroberer Francisco Hernández de Córdoba gegründet. Während der Kolonialzeit hatte Granada einen der bedeutendsten Häfen in Zentralamerika mit Handelsverbindungen nach Cartagena, Guatemala, San Salvador, Panama und Peru. Wichtige Handelsgüter waren Kakao und Tabak. Die Schiffsroute für den zunehmenden Handel führte über den Nicaraguasee und weiter über den Río San Juan in die Karibik.
Infolge des wachsenden Reichtums und der Auseinandersetzungen der Spanier mit England, Holland und Frankreich wurde die Stadt mindestens dreimal von Piraten überfallen. Am 29. Juni 1665 von dem Piraten Jean David aus Jamaika, er konnte die Stadt ohne jeden Widerstand plündern. Der indische Pirat Gallardillo, in den Diensten Englands, überfiel die Stadt 1670. Schließlich gelang es William Dampier am 8. April 1685, Granada zum dritten Mal zu überfallen und die Stadt in Brand zu setzen, obwohl 1675 am Río San Juan in El Castillo ein Fort zur Verteidigung gegen Angriffe gebaut worden war.
Im November 1856 ließ Charles Frederick Henningsen, ein Söldner von William Walker im Rahmen des nicaraguanischen Bürgerkriegs,  die Stadt erneut zerstören.
Am 2. Dezember 1913 wurde durch Papst Pius X. das Bistum Granada errichtet, dessen Hauptkirche die Catedral Nuestra Señora de la Asunción ist.

## Wirtschaft
Bedeutsam ist der Tourismus, da Granada selbst reichlich Sehenswürdigkeiten bietet und andererseits aber auch mit seinem Hafen Ausgangspunkt für den Tourismus über den Nicaraguasee ist. Es existieren zahlreiche Linienverbindungen auf verschiedene Inseln des Sees und an verschiedene Küstenstädte, z. T. auch Schnellbootverbindungen.
Der produktive Sektor der Industrie erlebte in den 1980er Jahren einen Niedergang und Strukturwandel, beispielsweise mit dem Untergang zahlreicher Gerbereien.

## Sehenswürdigkeiten
- Kathedrale: Die 1529 erstmals erbaute Kathedrale gilt als einer der wichtigsten Kolonialbauten Zentralamerikas. Der jetzige Bau stammt aus dem Jahre 1880 und wurde 1905 zum letzten Mal erneuert. Der ursprüngliche Bau wurde bei dem großen Brand 1856 zerstört.
- La Merced-Kirche: Erbaut von 1781 bis 1783. Die Fassade hat einen barocken Baustil, jedoch ist der Grundriss dem Kolonialstil zuzuordnen. Der Name bezieht sich auf Maria de la Merced, „die Gnadenreiche“. Auch diese Kirche wurde 1856 in Brand gesteckt.
- San Francisco-Kloster: Es wurde 1529 von Bruder Toribio Benevante Motolina gegründet, einem Franziskaner (OFM). Um 1835 wurde es auch als Universität genutzt, zwischen 1867 und 1868 wurde es zum Kloster. Seit 1986 ist hier eine Ausstellung für präkolumbische Statuen sowie ein Museum für die Architektur Granadas untergebracht.
- Casa de los tres mundos: Der ehemalige Kolonialbau aus dem 16. Jahrhundert wurde von der Fundacion Casa de los tres mundos zwischen 1988 und 1995 aufwändig restauriert. Er beherbergt heute das Stadtarchiv und das internationale Kulturzentrum Casa de los tres mundos.
- Las Isletas: Der Stadt vorgelagerte Inselgruppe aus über 300 sehr kleinen Inseln, die bei einem Ausbruch des Mombacho entstanden sind. Die Isletas sind wegen ihrer Flora, Fauna und landschaftlichen Schönheit ein beliebtes Ausflugsziel für Granadinos und Touristen.

## Söhne und Töchter der Stadt
- José Trinidad Muñoz Fernández (1790–1855), General
- José Vicente Cuadra (1812–1894), Staatspräsident 1871–75
- José Antonio Lezcano y Ortega (1865–1952), 1913–52 Erzbischof von Managua und 1915–16 Parlamentspräsident
- Benjamín Lacayo Sacasa (1893–1959), vom 26. Mai bis 15. August 1947 Präsident von Nicaragua
- Lorenzo Guerrero Gutiérrez (1900–1981), Staatspräsident 1966–67
- Maria Romero Meneses (1902–1977), Don-Bosco-Schwester
- Hernán Bolaños (1912–1992),  nicaraguanisch-costa-ricanischer Fußballspieler
- Ernesto Cardenal (1925–2020), Politiker, Schriftsteller und Befreiungstheologe
- José Dionisio Marenco Gutiérrez (1946–2020), Politiker
- Carlos Pellas Chamorro (* 1953), Unternehmer (Grupo Pellas)
- David Salomon Jarquín (* 1986),  Trompeter

## Städtepartnerschaft
- Frankfurt am Main in Hessen, Deutschland
- Gualeguaychú in der Provinz Entre Ríos, Argentinien
- Tampa in Florida, USA
- Waukesha in Wisconsin, USA